# 장승우
장승우(張丞玗, 1948년 1월 22일 ~ 2010년 1월 15일, 광주)는 대한민국의 공무원이다.

## 학력
- 1966년 : 경기고등학교 졸업
- 1970년 : 서울대학교 상학 학사
- 1985년 : 예일대학교 경영대학원 경영학 석사

## 경력
- 1970년 : 제7회 고등고시 행정과 합격
- 1977년 : 대통령비서실 경제비서관
- 1994년 : 국회 예산결산특별위원회 전문위원
- 1996년 : 통계청장
- 1996년 : 해양수산부 차관
- 2002년 : 기획예산처 장관
- 2003년 : 기획예산처 장관
- 2005년 : 동원금융지주 상임고문
- 2005년 : 한국투자금융지주 의장 겸 회장

## 수상
- 1994년 : 홍조근정훈장
- 2012년 : 국민훈장 무궁화장

## 참고
| 전임 정재룡 | 제4대 통계청장 1996년 9월 24일 ~ 1996년 12월 23일 | 후임 김병일 |

| 전임 임창열 | 제2대 해양수산부 차관 1996년 12월 24일 ~ 1998년 3월 8일 | 후임 전승규 |

| 전임 전윤철 | 제3대 기획예산처 장관 2002년 1월 29일 ~ 2003년 2월 26일 | 후임 박봉흠 |

| 전임 김영남 (직무대리) | 제12대 해양수산부 장관 2003년 10월 14일 ~ 2005년 1월 4일 | 후임 오거돈 |